# Bajory Wielkie
Bajory Wielkie (deutsch Groß Bajohren, 1938 bis 1945 Großblankenfelde) ist ein Dorf in der polnischen Woiwodschaft Ermland-Masuren. Es gehört zur Gmina Srokowo (Landgemeinde Drengfurth) im Powiat Kętrzyński (Kreis Rastenburg).

## Geographische Lage
Bajory Wielkie liegt am Masurischen Kanal (polnisch Kanał Mazurski), nur drei Kilometer südlich der Staatsgrenze zur russischen Oblast Kaliningrad (Königsberger Gebiet). Bis zur einstigen Kreisstadt Gerdauen (russisch Schelesnodoroschny) sind es 15 Kilometer in nordwestlicher Richtung. Die heute Kreismetropole Kętrzyn (deutsch Rastenburg) liegt 26 Kilometer südwestlich.

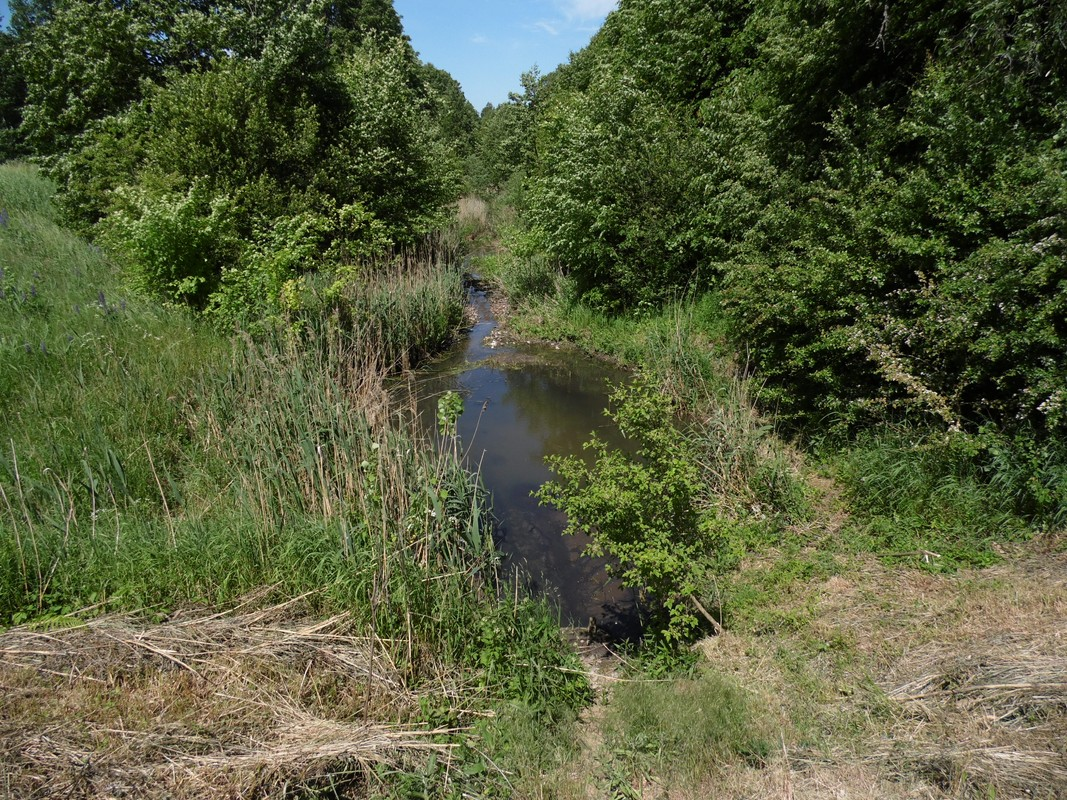
Der Masurische Kanal bei Bajory Wielkie

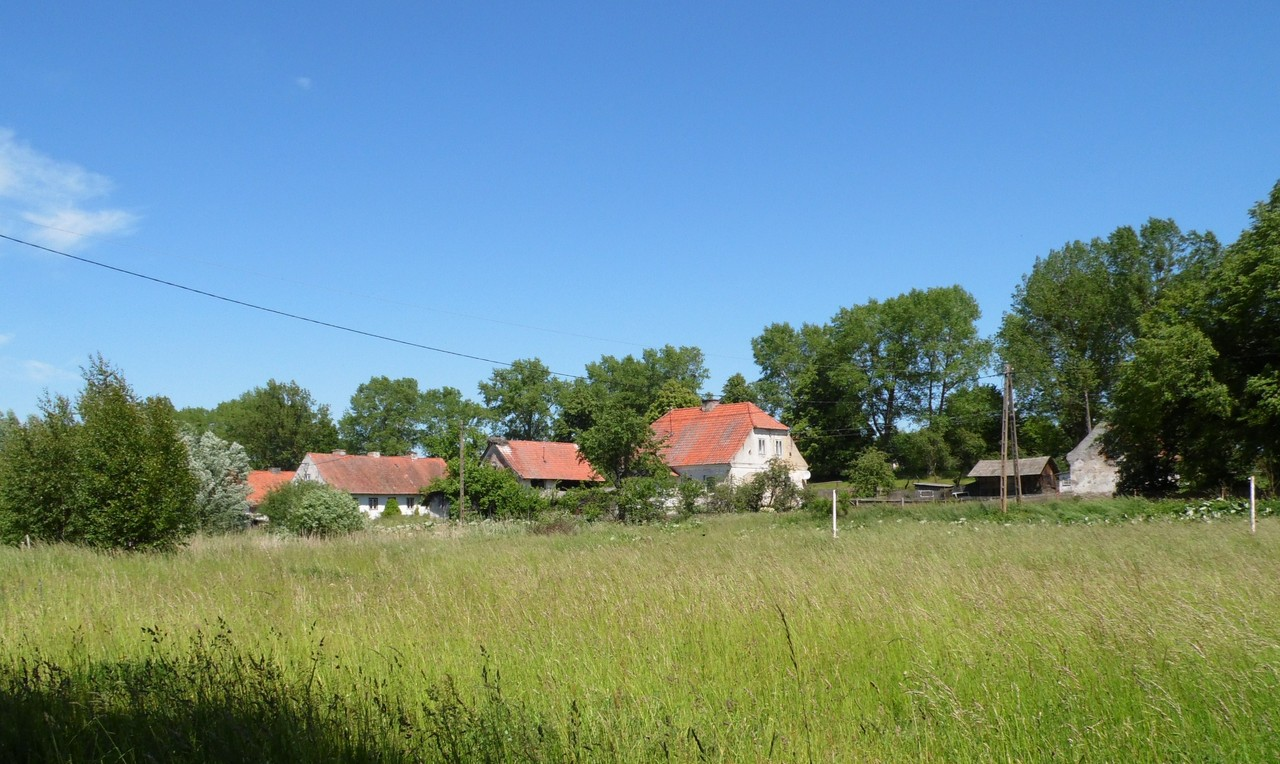
Blick auf Bajory Wielkie

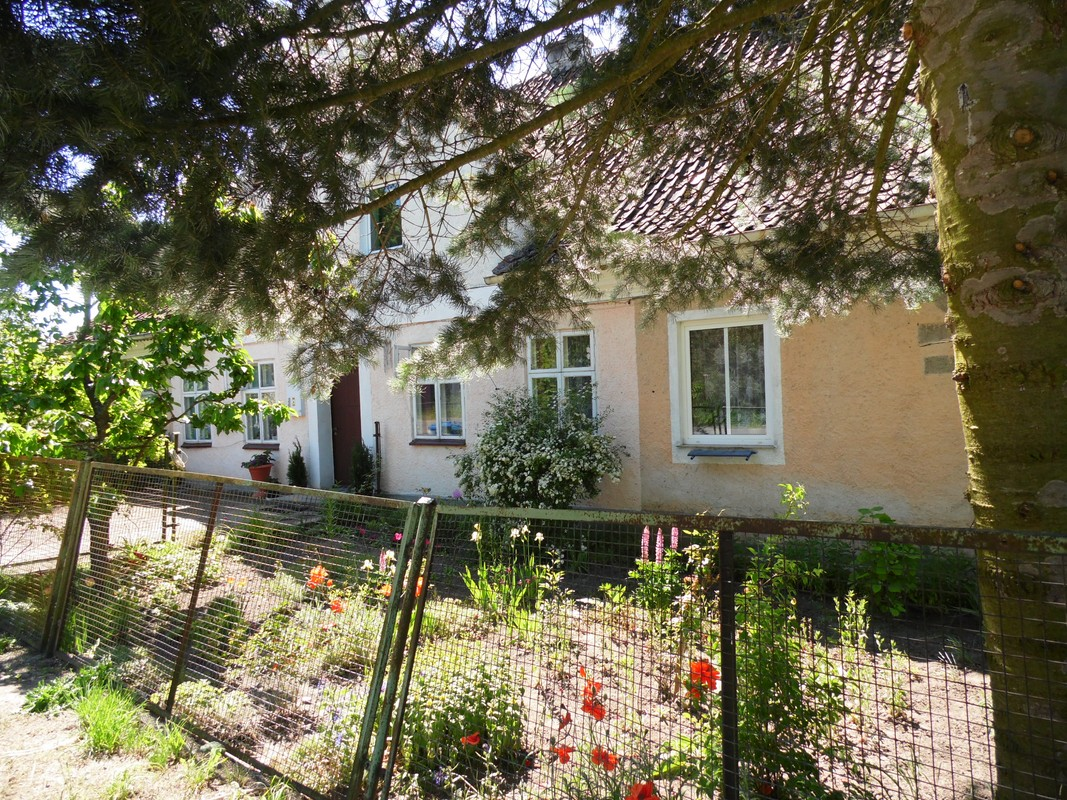
Wohnhaus in Bajory Wielkie

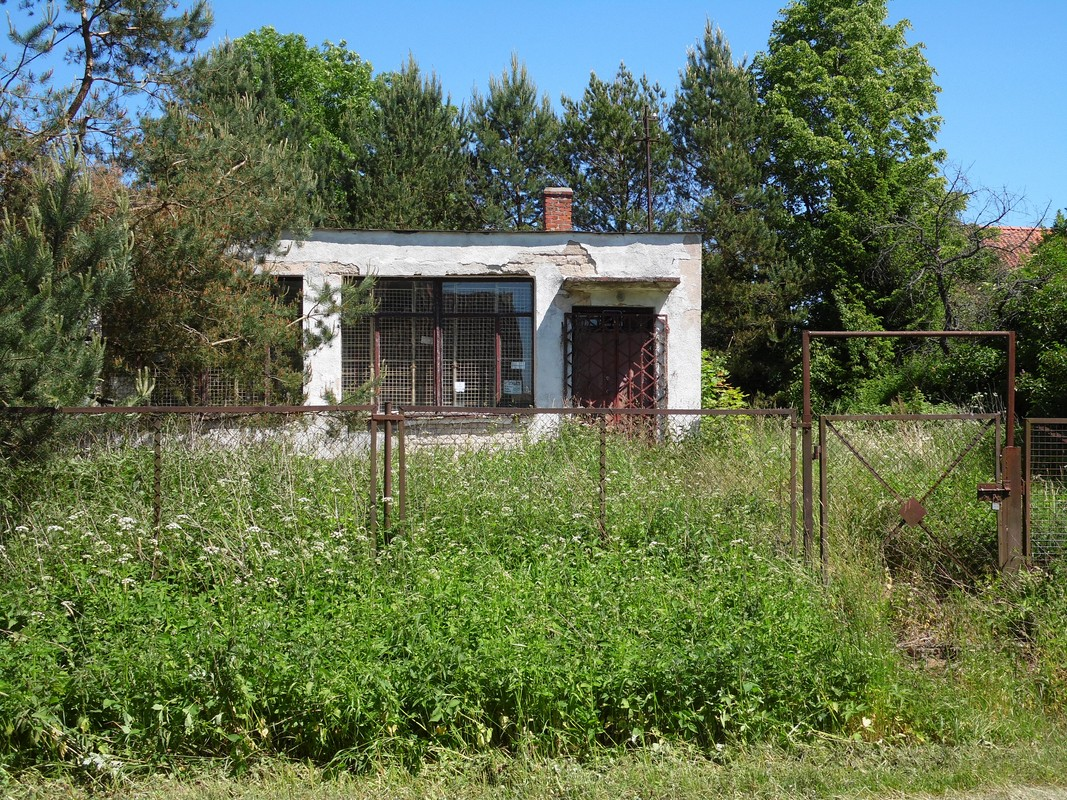
Früheres Ladenlokal in Bajory Wielkie

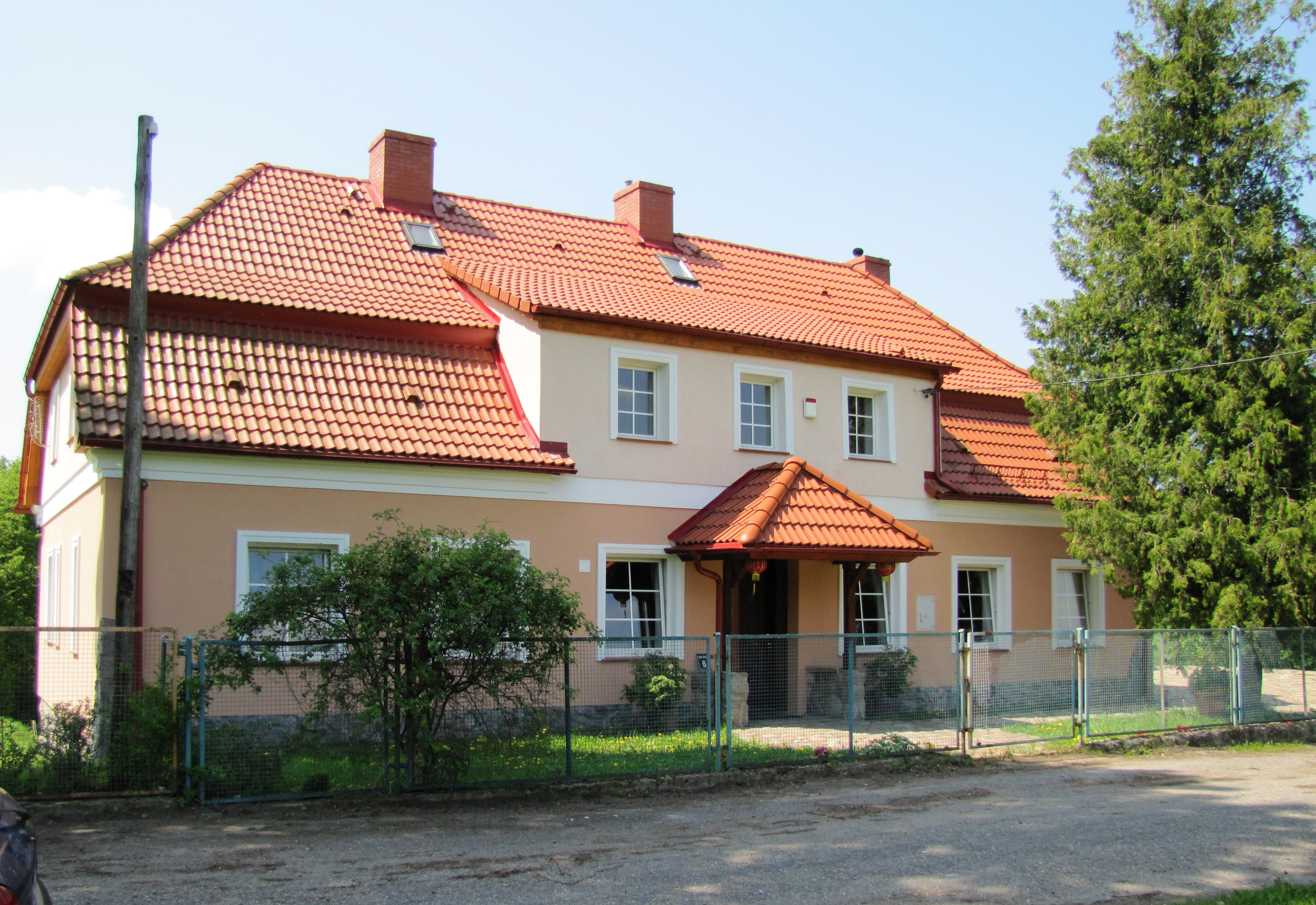
Ehemalige Grundschule in Bajory Wielkie

## Geschichte

### Ortsgeschichte
Das einst Groß Bajohren genannte Dorf wurde 1400 gegründet. 1785 wird es als „köllmisch Dorf mit 16 Feuerstellen“ erwähnt.
Am 9. April 1874 wurde Groß Bajohren Amtsdorf und damit namensgebend für einen Amtsbezirk, der bis 1945 bestand und zum Kreis Gerdauen im Regierungsbezirk Königsberg in der preußischen Provinz Ostpreußen gehörte. Nachdem am 3. Juni 1938 – mit Wirkung vom 16. Juli 1938 – Groß Bajohren in „Großblankenfelde“ umbenannt worden war, erhielt auch der Amtsbezirk – zeitversetzt am 8. November 1938 – den Namen „Amtsbezirk Großblankenfelde“.
1945 wurde in Kriegsfolge das gesamte südliche Ostpreußen an Polen überstellt. Das betraf auch Groß Bajohren/Großblankenfelde, und das Dorf erhielt die polnische Namensform „Najory Wielkie“. Heute ist es Sitz eines Schulzenamtes (polnisch Sołectwo) und dadurch ein Ort im Verbund der Landgemeinde Srokowo (Drengfurth) im Powiat Kętrzyński (Kreis Rastenburg), bis 1998 der Woiwodschaft Olsztyn, seither der Woiwodschaft Ermland-Masuren zugehörig.

### Einwohnerzahlen
| Jahr | Anzahl |
| ---- | ------ |
| 1820 | 126    |
| 1885 | 360    |
| 1905 | 240    |
| 1910 | 331    |
| 1933 | 335    |
| 1939 | 325    |
| 2011 | 104    |

### Amtsbezirk Bajohren/Großblankenfelde (1874–1945)
Bei seiner Errichtung gehörten zum Amtsbezirk Bajohren fünf Orte. Aufgrund von strukturellen Veränderungen waren es am 1. Januar 1945 beim Amtsbezirk Großblankenfelde noch drei:
| Deutscher Name                              | Polnischer Name | Bemerkungen                                         |
| ------------------------------------------- | --------------- | --------------------------------------------------- |
| Groß Bajohren 1938–1945: Großblankenfelde   | Bajory Wielkie  |                                                     |
| Klein Bajohren 1938–1945: Kleinblankenfelde | Bajory Małe     |                                                     |
| Löcknick, Dorf                              | Łęknica         |                                                     |
| Löcknick, Gut                               |                 | vor 1892 in die Landgemeinde Löcknick eingegliedert |
| Mintwiese                                   | Mintowo         | 1928 nach Löcknick eingemeindet                     |

## Kirche

### Evangelisch
Vor 1945 war der größte Teil der Einwohnerschaft Groß Bajohrens bzw. Großblankenfeldes evangelischer Konfession. Das Dorf gehörte zum Kirchspiel Nordenburg (russisch Krylowo) in der Kirchenprovinz Ostpreußen der Kirche der Altpreußischen Union. Heute sind die wenigen evangelischen Einwohner von Bajory Wielkie zur Kirche in Brzeźnica (Birkenfeld) orientiert, die eine Filialkirche der Johanneskirche Kętrzyn in der Diözese Masuren der Evangelisch-Augsburgischen Kirche in Polen ist.

### Katholisch
Die zahlenmäßig wenigen Katholiken in Groß Bajohren bzw. Großblankenfelde waren bis 1945 in die weit entfernte Pfarrei St. Bruno Insterburg (russisch Tschernjachowsk) im damaligen Bistum Ermland eingegliedert. Heute sind die katholischen Einwohner in der Mehrheit und nun auch nach Brzeźnica hin orientiert, dessen Kirche eine Filialkirche der Heiligkreuzkirche Srokowo im jetzigen Erzbistum Ermland ist.

## Verkehr

### Straßen
Bajory Wielkie liegt an einer Nebenstraße, die bei Srokowo (Drengfurth) von der Woiwodschaftsstraße 650 abzweigt und über Srokowski Dwór (Drengfurthshof) und Bajory Małe (Klein Bajohren, 1938 bis 1945 Kleinblankenfelde) bis nach Brzeźnica (Birkenfeld) in unmittelbarer Nähe zur polnisch-russischen Grenze führt. Zudem enden Nebenstraßen aus den Nachbarorten Goszczewo (Adolfshof) bzw. Wyskok (Friedenshof) in Bajory Wielkie.

### Schienen
Bis 1945 war Groß Bajohren bzw. Großblankenfelde Bahnstation an der Strecke Barten–Nordenburg der Rastenburger Kleinbahnen. Als Kriegsfolge ist eine Reaktivierung der Verbindung unterblieben. Somit besteht heute keine Anbindung an den Bahnverkehr.

### Luft
Der geographisch nächstgelegenen internationale Flughafen ist der Flughafen Kaliningrad, der jedoch aufgrund seiner Lage außerhalb der Europäischen Union nur begrenzt benutzbar ist. Der nächste Flughafen auf polnischem Staatsgebiet ist der Flughafen Danzig.

## Verweise